# Olympique de Béja (football)
Pour l’article homonyme, voir Olympique de Béja.
Maillots
Actualités
L'Olympique de Béja (arabe : الأولمبي الباجي) est un club tunisien de football fondé en 1929 et basé dans la ville de Béja.
Le club est la section football du club omnisports du même nom, l'Olympique de Béja.

## Historique
Durant la période où la ville de Béja est placée sous le protectorat français, comme le reste du pays, les activités sportives s'organisent en fonction des communautés. Ainsi, il existe deux équipes dont l'une accueille les joueurs de confession juive et l'autre regroupe les Italiens, d'où l'idée de fonder une équipe de football pour les Tunisiens musulmans. Le club est prêt à exercer ses activités dès 1920 mais il est contesté par les autorités du protectorat car, à cette époque, tout club tunisien n'a le droit d'exister qu'avec l'autorisation des autorités. C'est donc en 1929 que Mahmoud Mnakbi, aux côtés d'autres personnalités, décide de créer une équipe de football sous le nom de l'Olympique de Béja et portant les couleurs blanc, noire et rouge.
L'équipe accède en division nationale à l'issue de la saison 1984-1985 et s'y installe durant 21 ans. Elle connaît la rétrogradation au terme de la saison 2004-2005, après que la Fédération tunisienne de football a enlevé trois points après un match contre l'Étoile olympique La Goulette Kram. Après la saison 2006-2007, elle retourne en division nationale. En 1993, le club remporte sa première coupe de Tunisie face à l'Avenir sportif de La Marsa, avec des joueurs comme Haykel Guezmir (gardien), Karim Rihani, Béchir Homri, Khaled Jmai, Nabil Bechaouech, Aziz Dridi, Said Kouki, Maher Sdiri, Nabil Kouki, Hédi Mokrani et Zied Lyouzbachi. En 1995, après la finale de la coupe de Tunisie perdue contre le Club sportif sfaxien (2-1), l'Olympique de Béja remporte la Supercoupe de Tunisie de football contre la même équipe.
En 1999, elle participe pour la première fois à la coupe arabe des clubs champions en Égypte ; un match joué contre l'équipe d'Al Ahly au Caire (1-1) marque la mémoire des supporters béjaois. En 2010, le club prend sa revanche de la finale de 1995, en remportant grâce à un but de Mehdi Harb la coupe de Tunisie face au Club sportif sfaxien.
En 2005, après vingt ans parmi l'élite, le club subit sa première rétrogradation en Ligue II. Il y passe une seule saison et revient en Ligue I puis rétrograde à nouveau en 2014 avant de retrouver sa place en Ligue I à l'issue de la saison 2015-2016. Le club n’arrive pas à garder sa place parmi les élites en multipliant les descentes en Ligue II.

## Stade
L'Olympique de Béja a longtemps joué ses matchs à domicile au stade Boujemaa-Kmiti doté de 8 000 places.

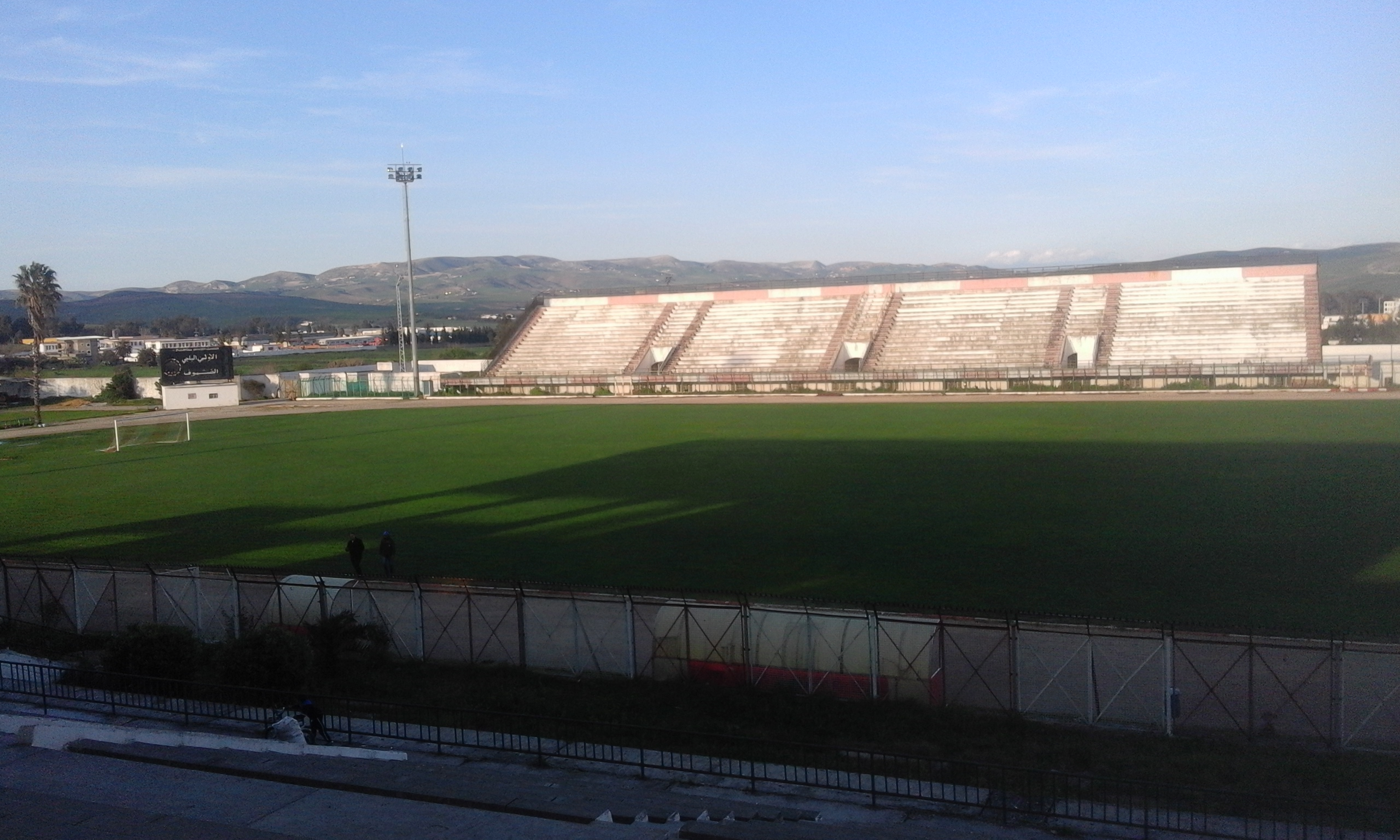
Gradin inférieur.

## Palmarès
| \| - Coupe de Tunisie (3) : - Vainqueur : 1993, 2010, 2023 - Finaliste : 1995, 1998 - Supercoupe de Tunisie (2) : - Vainqueur : 1995, 2023 \| \| - Coupe de la Ligue tunisienne : - Finaliste : 2003, 2004 - Championnat de Tunisie D2 (3) : - Champion : 1985, 2006, 2020 \| |  | |
| - Coupe de Tunisie (3) : - Vainqueur : 1993, 2010, 2023 - Finaliste : 1995, 1998 - Supercoupe de Tunisie (2) : - Vainqueur : 1995, 2023 |  | - Coupe de la Ligue tunisienne : - Finaliste : 2003, 2004 - Championnat de Tunisie D2 (3) : - Champion : 1985, 2006, 2020 |

## Personnalités

### Direction
- Président : Mohamed Fadhel Mnakbi[3]
- Vice-président : Mohamed Ferchichi[3]
- Secrétaire général : Mohamed Ferchichi[3]
- Trésorier : Khemaies Rezgui[3]
- Président de la section senior : Khemaies Mezni[3]
- Président des sections des jeunes : Radhouane Bouzaiene[3]
- Chargé des affaires juridiques : Karim Hasnaoui[3]

### Présidents
De nombreux présidents se sont succédé à la tête de l'Olympique de Béja depuis sa fondation. À ce jour, tous étaient de nationalité tunisienne :
| Pays                  | Nom                   | Période   |
| --------------------- | --------------------- | --------- |
| Drapeau de la Tunisie | Mahmoud M'nakbi       | 1929-1945 |
| Drapeau de la Tunisie | Mohamed Kaoual        | 1945-1953 |
| Drapeau de la Tunisie | Othman Chaouachi      | 1953-1956 |
| Drapeau de la Tunisie | Rachid Ben Youssef    | 1956-1963 |
| Drapeau de la Tunisie | Slaheddine Ben Mbarek | 1984-1985 |
| Drapeau de la Tunisie | Abdesatar Ben Chiboub | 1985-1987 |
| Drapeau de la Tunisie | Taieb Gharbi          | 1987-1989 |
| Drapeau de la Tunisie | Hassen Zouaghi        | 1989-1992 |
| Drapeau de la Tunisie | Taieb Gharbi          | 1992-1994 |

| Pays                  | Nom                   | Période   |
| --------------------- | --------------------- | --------- |
| Drapeau de la Tunisie | Faouzi Ben M'barek    | 1994-1996 |
| Drapeau de la Tunisie | Hassen Zouaghi        | 1996-1998 |
| Drapeau de la Tunisie | Abdesatar Ben Chiboub | 1998-2000 |
| Drapeau de la Tunisie | Taieb Gharbi          | 2000-2001 |
| Drapeau de la Tunisie | Mohamed Brahmi        | 2001-2004 |
| Drapeau de la Tunisie | Mounir Ben Sakhria    | 2004-2005 |
| Drapeau de la Tunisie | Abdeltif Elkefi       | 2005-2006 |
| Drapeau de la Tunisie | Ridha Ouni            | 2006-2008 |
| Drapeau de la Tunisie | Lotfi Kefi            | 2008-2009 |

| Pays                  | Nom                    | Période   |
| --------------------- | ---------------------- | --------- |
| Drapeau de la Tunisie | Mokhtar Nefzi          | 2009-2011 |
| Drapeau de la Tunisie | Ali Parnasse (1er élu) | 2011-2012 |
| Drapeau de la Tunisie | Jalel Gharbi           | 2012-2014 |
| Drapeau de la Tunisie | Mohamed Brahmi         | 2014-2017 |
| Drapeau de la Tunisie | Jalel Bedouihech       | 2017-2018 |
| Drapeau de la Tunisie | Mounir Ben Sakhria     | 2018-2020 |
| Drapeau de la Tunisie | Kamel Ouali            | 2020-2023 |
| Drapeau de la Tunisie | Khalil Mnakbi          | 2023      |
| Drapeau de la Tunisie | Mohamed Fadhel Mnakbi  | 2023-     |

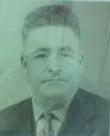
Mahmoud M'nakbi.
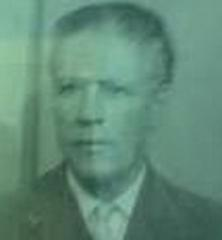
Mohamed Kaoual.
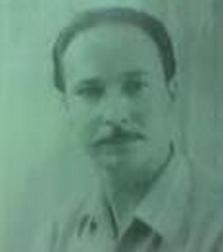
Othman Chaouachi.

### Entraîneurs
| Pays                                                          | Nom                    | Période   |
| ------------------------------------------------------------- | ---------------------- | --------- |
| Drapeau de la Tunisie                                         | Mustapha Dhib          | 1956-1960 |
| Drapeau de la France                                          | Gustave Ducousso       | 1960-1962 |
| Drapeau de la Tunisie                                         | Noureddine Ben Mahmoud | 1962-1965 |
| Drapeau de l'Italie                                           | Giuseppe Moro          | 1965-1967 |
| Drapeau de la Bulgarie                                        | Todor[Qui ?]           | 1967-1968 |
| Drapeau de la Tunisie                                         | Skander Medelgi        | 1968-1969 |
| Drapeau de la Tunisie                                         | Noureddine Ben Mahmoud | 1969-1970 |
| Drapeau de la Hongrie                                         | Frank Loscey           | 1970-1971 |
| Drapeau de la Tunisie                                         | Ali Rached             | 1971-1972 |
| Drapeau de la Tunisie                                         | Taoufik Ben Othman     | 1973-1974 |
| Drapeau de la Tunisie                                         | Abderrazak Nouaïli     | 1974-1976 |
| Drapeau de la République fédérative socialiste de Yougoslavie | Slobodan[Qui ?]        | 1976-1978 |
| Drapeau de la Tunisie                                         | Ahmed Mghirbi          | 1978-1979 |
| Drapeau de la Tunisie                                         | Jamel Eddine Bouabsa   | 1979-1980 |
| Drapeau de la Tunisie                                         | Mustapha Jouili        | 1980-1981 |
| Drapeau de la Tunisie                                         | Larbi Zouaoui          | 1981-1982 |
| Drapeau de l'Allemagne                                        | Henry Apostal          | 1982-1983 |
| Drapeau de la Tunisie                                         | Belhassen Meriah       | 1983-1984 |
| Drapeau de la Tunisie                                         | Hamza Mrad             | 1984-1985 |
| Drapeau de la Tunisie                                         | Ali Selmi (en)         | 1985-1986 |
| Drapeau de la Tunisie                                         | Lotfi Benzarti         | 1986-1987 |
| Drapeau de la Bulgarie                                        | Ivan Vutov (en)        | 1987-1989 |
| Drapeau de l'URSS                                             | Beliakov[Qui ?]        | 1989-1990 |
| Drapeau de la Tunisie                                         | Habib Mejri            | 1990-1991 |
| Drapeau de la Tunisie                                         | Amor Dhib,             | 1991-1992 |
| Drapeau de la Pologne                                         | Andrzej Platek         | 1992-1993 |
| Drapeau de la Tunisie                                         | Riadh Charfi           | 1993-1994 |
| Drapeau de la Roumanie                                        | Alexandru Moldovan     | 1994-1995 |

| Pays                   | Nom                              | Période   |
| ---------------------- | -------------------------------- | --------- |
| Drapeau de la Tunisie  | Mokhtar Tlili,                   | 1995-1996 |
| Drapeau de l'Algérie   | Ali Fergani                      | 1996-1998 |
| Drapeau de l'Algérie   | Abdel Djaadaoui                  | 1998-1999 |
| Drapeau de l'Algérie   | Ali Fergani                      | 1999-2000 |
| Drapeau de la Tunisie  | Fethi Toukabri                   | 2000-2001 |
| Drapeau de la Tunisie  | Ali Selmi (en)                   | 2001-2002 |
| Drapeau de la Tunisie  | Ridha Akacha                     | 2002-2003 |
| Drapeau de l'Algérie   | Kamel Mouassa                    | 2003-2004 |
| Drapeau de la Roumanie | Alexandru Moldovan,              | 2004-2005 |
| Drapeau de la Tunisie  | Fethi Toukabri                   | 2005-2006 |
| Drapeau de la Tunisie  | Ridha Akacha                     | 2006      |
| Drapeau de la Tunisie  | Mohamed Kouki (en)               | 2006-2008 |
| Drapeau de la Tunisie  | Mahmoud Ouertani (en)            | 2008      |
| Drapeau de la Tunisie  | Ali Selmi (en)                   | 2008-2009 |
| Drapeau de la Tunisie  | Ferid Ben Belgacem (en)          | 2009      |
| Drapeau de l'Algérie   | Rachid Belhout                   | 2009-2010 |
| Drapeau de la Tunisie  | Sofiene Hidoussi                 | 2010-2011 |
| Drapeau de la Tunisie  | Hédi Mokrani                     | 2011      |
| Drapeau de l'Algérie   | Saïd Hammouche                   | 2011      |
| Drapeau de la Tunisie  | Amor Dhib                        | 2011-2012 |
| Drapeau de la Tunisie  | Fathi Labidi puis Faouzi Ouerghi | 2012      |
| Drapeau de la Tunisie  | Kamel Zouaghi                    | 2012      |
| Drapeau de la Tunisie  | Mokhtar Arfaoui                  | 2012-2013 |
| Drapeau de la Tunisie  | Kamel Zouaghi                    | 2013      |
| Drapeau de la Tunisie  | Mokhtar Arfaoui                  | 2013      |
| Drapeau de la Tunisie  | Maher Sdiri puis Hmaied Habachi  | 2013      |
| Drapeau de la Tunisie  | Mohamed Kouki (en)               | 2013-2014 |
| Drapeau de la Tunisie  | Kais Zouaghi                     | 2014      |

| Pays                  | Nom                                                        | Période   |
| --------------------- | ---------------------------------------------------------- | --------- |
| Drapeau de la Tunisie | Hédi Mokrani                                               | 2015      |
| Drapeau de la Tunisie | Mokhtar Arfaoui                                            | 2015-2016 |
| Drapeau de la Tunisie | Lotfi Sebti (en) puis Hafedh Guitouni                      | 2016      |
| Drapeau de l'Espagne  | Kiko López                                                 | 2016-2017 |
| Drapeau de la Tunisie | Hassen Gabsi et Mokhtar Arfaoui puis Ezzedine Khémila (en) | 2017-2018 |
| Drapeau de la Tunisie | Maher Guizani (en)                                         | 2018      |
| Drapeau de la Tunisie | Chokri Bejaoui (en)                                        | 2018-2019 |
| Drapeau de la Tunisie | Mohamed Guizani                                            | 2019      |
| Drapeau de la Tunisie | Lotfi Kadri (en)                                           | 2019-2020 |
| Drapeau de la Tunisie | Chaker Meftah (en)                                         | 2020-2021 |
| Drapeau de la Tunisie | Khaled Ben Yahia                                           | 2021      |
| Drapeau de la Tunisie | Othman Chehaibi                                            | 2021      |
| Drapeau de la Tunisie | Mohamed Mkacher                                            | 2021      |
| Drapeau de la Tunisie | Chiheb Ellili                                              | 2021-2022 |
| Drapeau de la Tunisie | Saïd Saïbi                                                 | 2022      |
| Drapeau de la Tunisie | Mohamed Kouki (en)                                         | 2022      |
| Drapeau de la Tunisie | Hafedh Guitouni                                            | 2022      |
| Drapeau de la Tunisie | Tarek Jarraya                                              | 2022-2023 |
| Drapeau de la Tunisie | Jamel Khcharem                                             | 2023      |
| Drapeau de l'Algérie  | Nabil Neghiz                                               | 2023      |
| Drapeau de la Tunisie | Mourad Okbi                                                | 2023-2024 |
| Drapeau de la Tunisie | Imed Ben Younes                                            | 2024      |
| Drapeau de la Tunisie | Nacif Beyaoui                                              | 2024      |
| Drapeau de la Tunisie | Yamen Zelfani (en)                                         | 2024      |
| Drapeau de la Tunisie | Tarek Jarraya                                              | 2024-2025 |
| Drapeau de la Tunisie | Nacif Beyaoui                                              | 2025      |
| Drapeau de la Tunisie | Wajdi Bouazzi                                              | 2025-     |